# Erba (Lombardei)
Erba ist eine italienische Stadt mit 16.236 Einwohnern (Stand 31. Dezember 2023) in der Provinz Como in der Lombardei.

## Geographie
Erba liegt etwa 13 km östlich von Como in der Brianza. Die Ortsteile sind Arcellasco, Bindella, Buccinigo, California, Campolongo, Carpesino, Crevenna, Incasate, Mevate und Sassonia.
Die Nachbargemeinden sind Albavilla, Caslino d’Erba, Castelmarte, Eupilio, Faggeto Lario, Longone al Segrino, Merone, Monguzzo, Ponte Lambro und Proserpio.
Der Ort ist über die Autobahn A9 Ausfahrt Como zu erreichen. Erba hat einen Bahnhof an der Bahnstrecke Mailand – Asso.

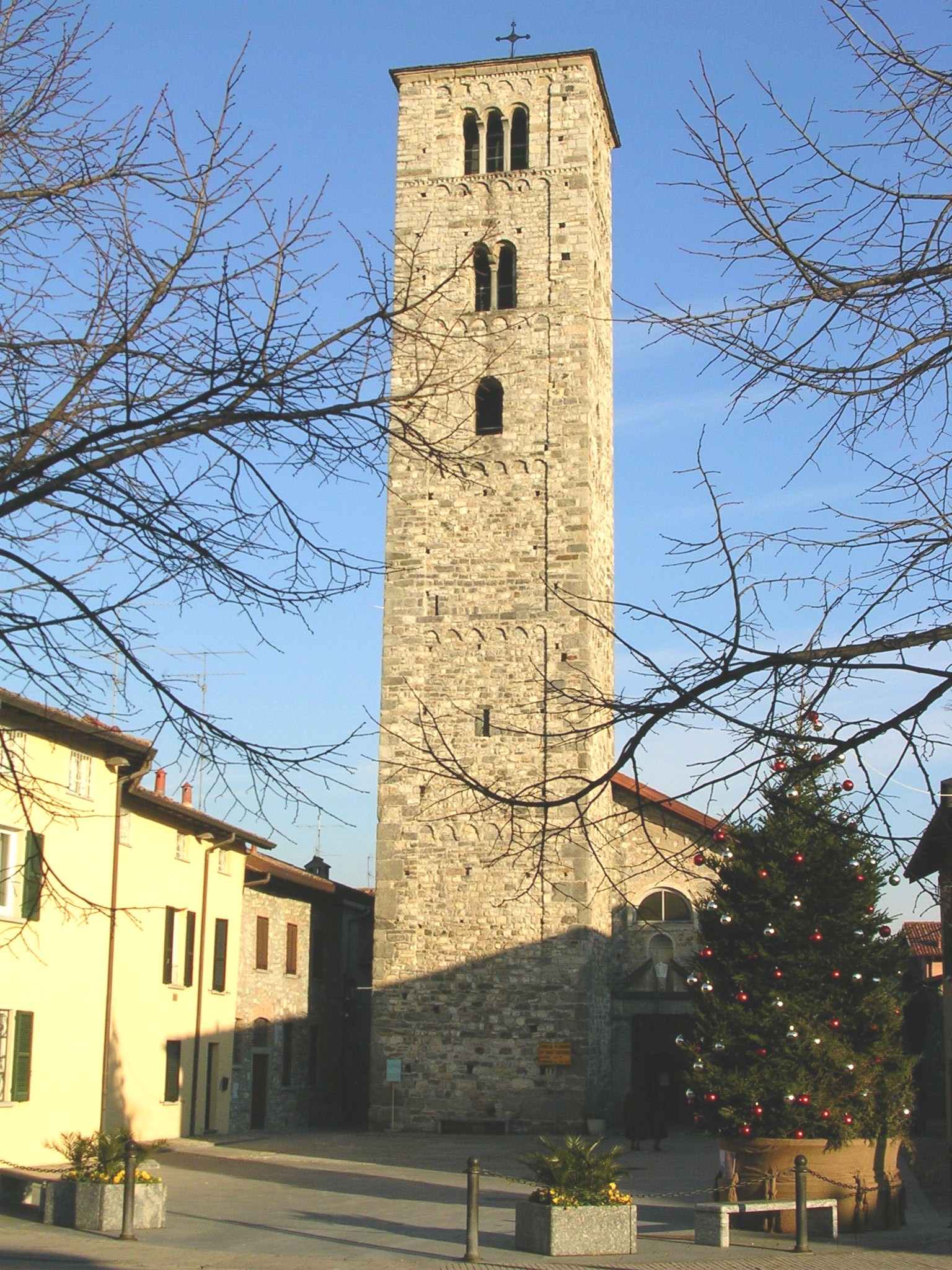
Kirche Santa Eufemia

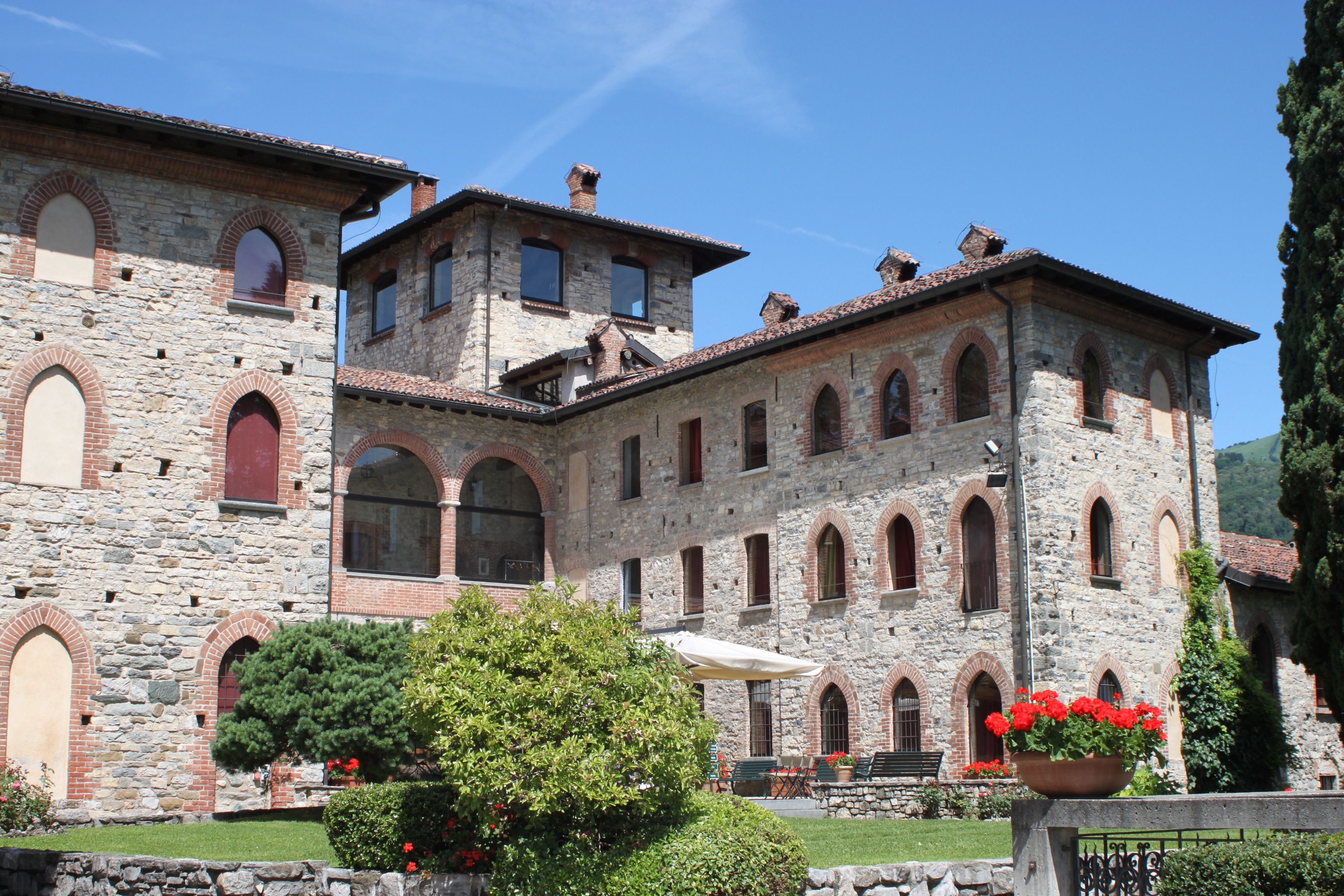
Kastell von Casiglio

## Geschichte
Der Ursprung der Gemeinde ist unbekannt. Zu römischer Zeit siedelten bereits Menschen hier. 1926 schloss sich Erba mit sieben umliegenden Orten zusammen.

## Sehenswürdigkeiten
- Sehenswert ist die Altstadt.
- Die Kirche Santa Eufemia (10. Jahrhundert) ist im Stile der Romanik erbaut worden.[2]
- Kirche Santi Pietro e Paolo (18. Jahrhundert)[3]
- Kirche Santa Maria Maddalena (15. Jahrhundert)[4]
- Mittelalterliche Kirche San Pietro (12. Jahrhundert)[5]
- Kirche San Maurizio (1741/1744)[6]
- Oratorium dei Magi (1509)[7]
- Oratorium Sant’Ambrogio (15. Jahrhundert)[8]
- Villa Amalia (1485)[9] und Kirche Santa Maria degli Angeli (1485)[10]
- Alte Wohnhaus Carpani (14. Jahrhundert)[11]
- Monumento ai caduti (1926–1932), Architekt: Giuseppe Terragni[12]
- Zu sehen sind weiter die beiden Kastelle Casiglio und Pomerio.

## Trivia
Während der Fußball-Weltmeisterschaft 1990 in Italien wohnte die deutsche Fußballnationalmannschaft im Luxushotel „Castello di Casiglio“ in Erba. Die Mannschaft von Trainer Franz Beckenbauer mit Stars wie Lothar Matthäus, Andreas Brehme, Jürgen Klinsmann und Rudi Völler wurde bei dem Turnier Fußball-Weltmeister.

## Städtepartnerschaften
Erba pflegt Partnerschaften mit den Städten Fellbach in Baden-Württemberg sowie Tain-l’Hermitage und Tournon-sur-Rhône in Frankreich.

## Persönlichkeiten

### Söhne und Töchter der Stadt
- Aristide Pirovano (1915–1997), römisch-katholischer Geistlicher, Prälat von Macapá in Brasilien
- Giampietro Pontiggia, alias Giampiero Neri (* 1927), Dichter
- Ezio Frigerio (1930–2022), Bühnenbildner und Kostümbildner
- Donato Ogliari (* 1956), Benediktiner, Abt der Abtei Sankt Paul vor den Mauern
- Moreno Torricelli (* 1970), Fußballspieler und -trainer
- Mauro Santambrogio (* 1984), Radrennfahrer
- Davide Valsecchi (* 1987), Automobilrennfahrer
- Aisha Rocek (* 1998), Ruderin

### Mit der Stadt verbunden
- Amedeo Angilella (* 1905 in Nola; † 2005 in Erba), Maler
- Giancarlo Puecher Passavalli (* 23. August 1923 in Mailand; † 23. Dezember 1943 in Erba), Militär
- Diego Lorenzi (* 14. November 1939), Priester und Missionar, lebt in Erba